# Hosatti, Dharwad
Hosatti là một làng thuộc tehsil Dharwad, huyện Dharwad, bang Karnataka, Ấn Độ.